# Pittosporum pickeringii
Pittosporum pickeringii är en tvåhjärtbladig växtart som beskrevs av Asa Gray. Pittosporum pickeringii ingår i släktet Pittosporum och familjen Pittosporaceae. Inga underarter finns listade.